# دستگیری مسیح

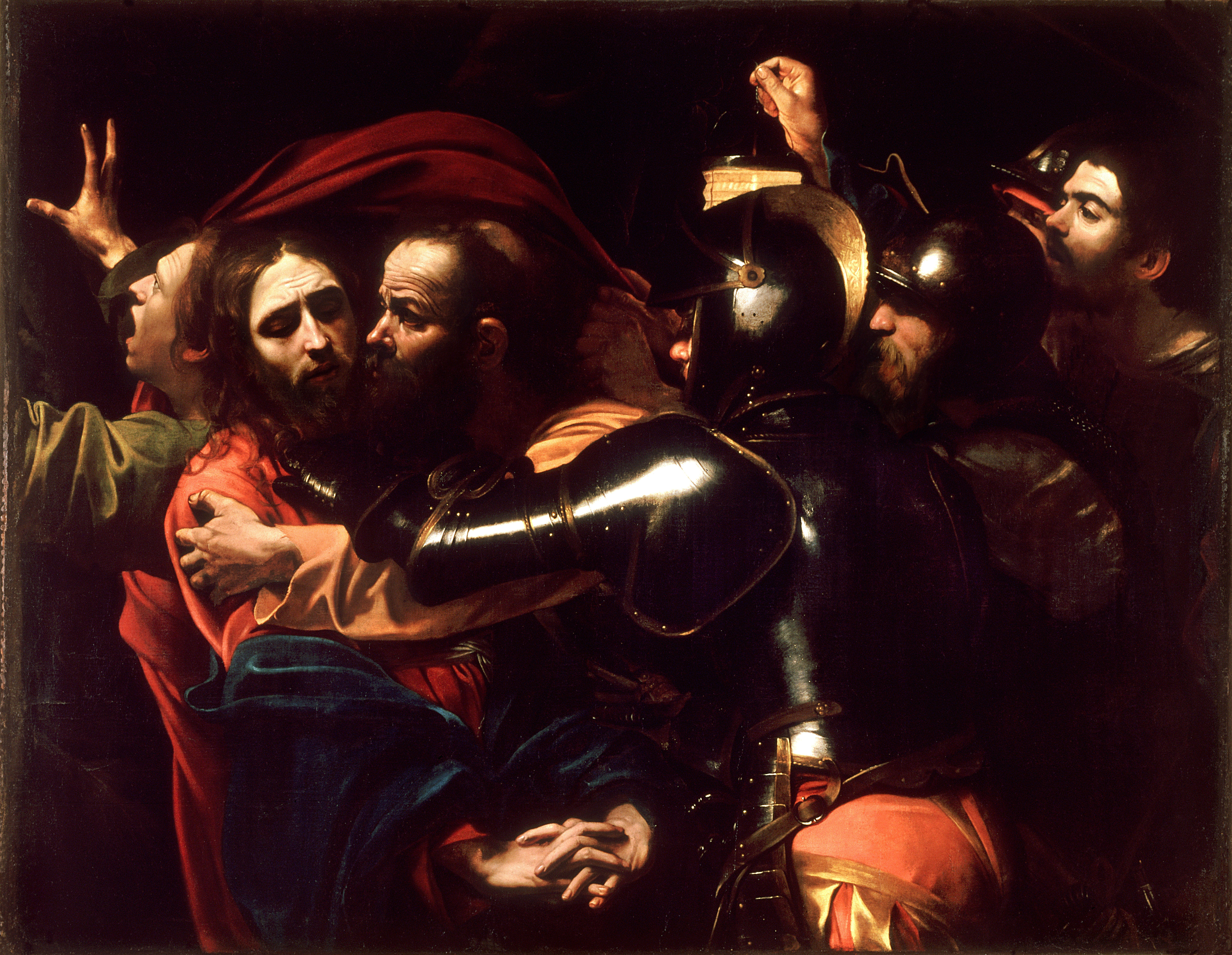
نقاشی دستگیری عیسی اثر کاراواجو

دستگیری مسیح (انگلیسی: Arrest of Jesus) رویدادی بسیار مهم و برجسته در تاریخ مسیحیت است که در وقایع‌نگاری انجیل‌ها (انجیل متی، مرقس، لوقا، یوحنا) ثبت شده‌ است. طبق این رویداد، عیسی، واعظی که مسیحیان معتقدند فرزند خدا است، توسط نگهبانان سنهدرین در باغ جتسیمانی دستگیر شد. این اتفاق اندکی پس از شام آخر (که طی آن عیسی موعظه آخر خود را ایراد کرد) و بلافاصله پس از بوسه یهودا به وقوع پیوست و در نهایت طبق گزارش‌های انجیل به تصلیب عیسی انجامید.
دستگیری عیسی بلافاصله با محاکمه وی در دادگاه همراه بود که طی آن عیسی به مرگ محکوم شد و صبح روز بعد به پونتیوس پیلاطس تحویل داده شد. در الهیات مسیحی، سلسله مراتب واقع‌شده میان شام آخر تا رستاخیز مسیح را تحت عنوان مصائب عیسی می‌شناسند. در عهد جدید، هر ۴ انجیل برجسته با روایتی فراگیر از دستگیری، محاکمه، مصلوب‌شدن، تدفین و سرانجام رستاخیز عیسی به پایان می‌رسند. در هر انجیل، این ۵ واقعه از زندگی مسیح با جزئیات فراوان‌تری نسبت به سایر بخش‌های زندگی وی بررسی شده‌ است. محققان اذعان نموده‌اند که خواننده گزارشی تقریباً ساعت به ساعت از آنچه اتفاق افتاده را دریافت می‌کند.